# 科韦卢 (贡多马尔)
科韦卢是葡萄牙波尔图区的一个堂区。总面积8.36平方公里，总人口1755人，人口密度209.9人/平方公里。